# Feijão
Antonio Filipe Gonzaga de Aquino – noto come Feijão – (Salvador, 8 aprile 1994) è un calciatore brasiliano, centrocampista del Moura.

## Carriera
Con il Bahia ha giocato in Série A e nella Coppa Sudamericana.